# Jack Flett
John "Jack" Flett (Kildonan, Manitoba, Ontário, 19 de novembro de 1871 – West Vancouver, Colúmbia Britânica, 13 de dezembro de 1932) foi um jogador de lacrosse canadense. Flett era membro da Shamrock Lacrosse Team na qual conquistou a medalha de ouro nos Jogos Olímpicos de Verão de 1904 em Saint Louis.